# Mișcarea Focolarelor

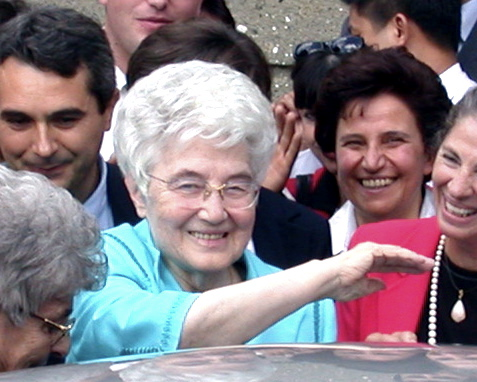
Chiara Lubich, fondatorul Mișcării Focolare

Mișcarea Focolarelor sau Opera Mariei este o organizație internațională, o mișcare laică din Biserica Catolică ce promovează idealurile de unitate și de frăție universală, așa cum cere Iisus conform povestirii din Evanghelie, Ion (17,21). Consecința clară a acestei mișcări este o vocație ecumenică precum și dialogul dintre zone culturale diferite. Fondată in 1943 în Trento, nordul Italiei de Chiara Lubich ca o mișcare religioasă, Mișcarea Focolarelor, deși la început romano-catolică, acum leagă și include majoritatea religilor creștine și non-creștine, uneori chiar și cele non-religioase. Este cunoscută și sub alte denumiri precum "Opera Mariei", sau "Lucrarea Mariei".
Mișcarea Focolare opereaza în 182 de națiuni și are peste 100.000 de adepți. Numele mișcării provine de la cuvântul italian "inimă" sau "cămin".

## Istoria
În 1943 in Trento, Italia, Chiara Lubich  fondează mișcare în timpul celui de-al doilea Război Mondial. Chiara și camarazii ei, îți încep activitatea lucrând cu oamenii din cartierele sărace și cu cei din adăposturile de după bombardamente. Acest prim grup a devenit mai târziu o mișcare, dedicată trăirii conceptelor creștine, budiste, hinduse, răspândinu-se mai întâi în Europa, mai târziu pe tot globul.

## Mișcarea Focolare astăzi
Astăzi mișcarea, devenită internațională, consideră următoarele probleme pe care le aduce în prim plan: cooperarea în consolidarea unității în lumea catolică, a indivizilor și grupurilor, mișcărilor și asociaților; să contribuie la comuniunea deplină a creștinilor cu diferite biserici; să se îndrepte atenția spre frăția universală cu semenii de diferite religii și oameni cu alte credințe, inclusiv ateii. Toată mișcare se împarte in 25 de ramuri. Gradual, diferite proiecte s-au născut în interiorul mișcării: școala 'Abba', 'Economia Comuniuniei' (făcând legătura între mai mult de 800 de companii), evanghelism in orașele mici, muncă socială, publicarea de reviste. Mișcarea Focolare este recunpscută de Papă și este prezentă în peste 182 de țări.

## Mariapolis
În fiecare an Mișcare ține exerciții spirituale locale denumite Mariapolis-uri, unde membrii și noi-veniți se adună să discute despre Mișcare și spiritualitatea acesteia. Primul Mariapolis s-a ținut în 1949 Fiera di Primiero, în inima Munților Dolomiți ai Italiei. La Mariapolis este foarte obișnuită folosirea unei încăperi de rugăciune comună, sau discuție în cerc cu lideri de credințe diferite. Locurile unde se țin exercițiile spirituale sunt legate de Mariapolis-urile Permanente, 33 de sedii care servesc drept centre Focolarine.

## Beatificarea Chiarei Luce Badano
Chiara Badano, membru al mișcării Focolarelor, a fost beatificată în 25 septemberie 2010. 